# Amy Fuller
Amy Lynn Fuller (* 30. Mai 1968 in Inglewood, Kalifornien; † 11. März 2023 in Los Angeles) war eine US-amerikanische Ruderin.  
Amy Fuller begann an der University of California, Berkeley mit dem Rudersport. 1989 erreichte sie bei den Weltmeisterschaften erstmals ein internationales Finale, als sie mit dem Achter den sechsten Platz belegte. 1991 erreichte sie mit dem Achter den vierten Platz. Bei den Olympischen Spielen 1992 in Barcelona trat sie zusammen mit Shelagh Donohoe, Cynthia Eckert und Carol Feeney im Vierer ohne Steuerfrau an und gewann die Silbermedaille hinter der kanadischen Crew.
Bei den Weltmeisterschaften 1993 trat Amy Fuller zusammen mit Melissa Iverson, Anne Kakela und Katherine Scanlon Lewis im Vierer an und gewann mit knapp sieben Zehntelsekunden Rückstand Silber hinter dem chinesischen Vierer. Die vier Ruderinnen gehörten auch zum amerikanischen Achter, der anderthalb Sekunden hinter dem rumänischen Boot ebenfalls Silber gewann. Im Jahr darauf erkämpften Catriona Fallon, Amy Fuller, Anne Kakela und Monica Tranel-Michini hinter dem niederländischen Vierer Silber bei den Weltmeisterschaften in Indianapolis, im Achter siegten die deutschen Ruderinnen vor den Amerikanerinnen. Bei den Weltmeisterschaften 1995 in Tampere trat Amy Fuller nur mit dem amerikanischen Achter an und gewann ihren einzigen Weltmeister-Titel. Im Jahr darauf bei den Olympischen Spielen in Atlanta belegte Amy Fuller mit dem US-Achter den vierten Platz. 
Nach einem sechsten Platz mit dem Achter bei den Weltmeisterschaften 1997 gewann Fuller bei den Weltmeisterschaften 1998 und 1999 jeweils Silber mit dem amerikanischen Achter. Bei ihrer dritten Olympiateilnahme 2000 in Sydney belegte Amy Fuller mit dem Achter den sechsten Platz.
Fuller starb am 11. März 2023 auf Grund von Komplikationen wegen ihrer Brustkrebserkrankung.